# José del Carmen Sánchez Magallanes
José del Carmen Sánchez-Magallanes Gallegos (Cárdenas, Tabasco, 4 de agosto de 1891 - Ciudad de México, 24 de abril de 1941) fue un revolucionario tabasqueño y miembro del Congreso Constituyente de 1917.
Hijo del también revolucionario Pedro Sánchez-Magallanes y nieto del militar republicano y héroe tabasqueño Andrés Sánchez Magallanes, concluyó sus estudios de primaria en su comunidad y se trasladó a San Juan Bautista, donde en 1907 se recibió de maestro normalista.
Posteriormente ingresó al Instituto Juárez, donde estudió la carrera de Leyes siendo compañero de Francisco Javier Santamaría, Alfonso Caparroso y Arnulfo Giorgana, entre otros, y graduándose en 1912 a los 21 años de edad.

## Participación en la Revolución
En 1913 a los 22 años de edad, participó durante los primeros años de la Revolución mexicana en Tabasco, estuvo con el doctor Manuel Mestre Ghigliazza. En 1913 luchó con los revolucionarios de la Chontalpa, a lado de los generales Carlos Greene, Pedro C. Colorado, José Domingo Ramírez Garrido, Fernando Aguirre Colorado, Ernesto Aguirre Colorado y Aurelio Sosa Tórres entre otros, participando en las batallas de la Toma de Cárdenas (1913),Toma de Comalcalco (1913), Toma de Paraíso (1913) y la Toma de San Juan Bautista (1914).

## Diputado Constituyente
Al triunfo de la revolución asistió al Congreso Constituyente de Querétaro en 1917 representando al municipio de Cunduacán, siendo uno de los cuatro Diputados Constituyentes de Tabasco
Falleció en la Ciudad de México el 24 de abril de 1941. Su nombre está escrito en el Muro de Honor del estado de Tabasco, ubicado en la ciudad de Villahermosa.